# Vernon (Florida)
Vernon es una ciudad ubicada en el condado de Washington en el estado estadounidense de Florida. En el Censo de 2010 tenía una población de 687 habitantes y una densidad poblacional de 55,71 personas por km².

## Geografía
Vernon se encuentra ubicada en las coordenadas 30°36′45″N 85°42′3″O / 30.61250, -85.70083. Según la Oficina del Censo de los Estados Unidos, Vernon tiene una superficie total de 12.33 km², de la cual 12.32 km² corresponden a tierra firme y (0.06%) 0.01 km² es agua.

## Demografía
Según el censo de 2010, había 687 personas residiendo en Vernon. La densidad de población era de 55,71 hab./km². De los 687 habitantes, Vernon estaba compuesto por el 78.75% blancos, el 14.26% eran afroamericanos, el 3.49% eran amerindios, el 0.29% eran asiáticos, el 0.15% eran isleños del Pacífico, el 1.16% eran de otras razas y el 1.89% pertenecían a dos o más razas. Del total de la población el 3.93% eran hispanos o latinos de cualquier raza.